# しおかぜ香苑

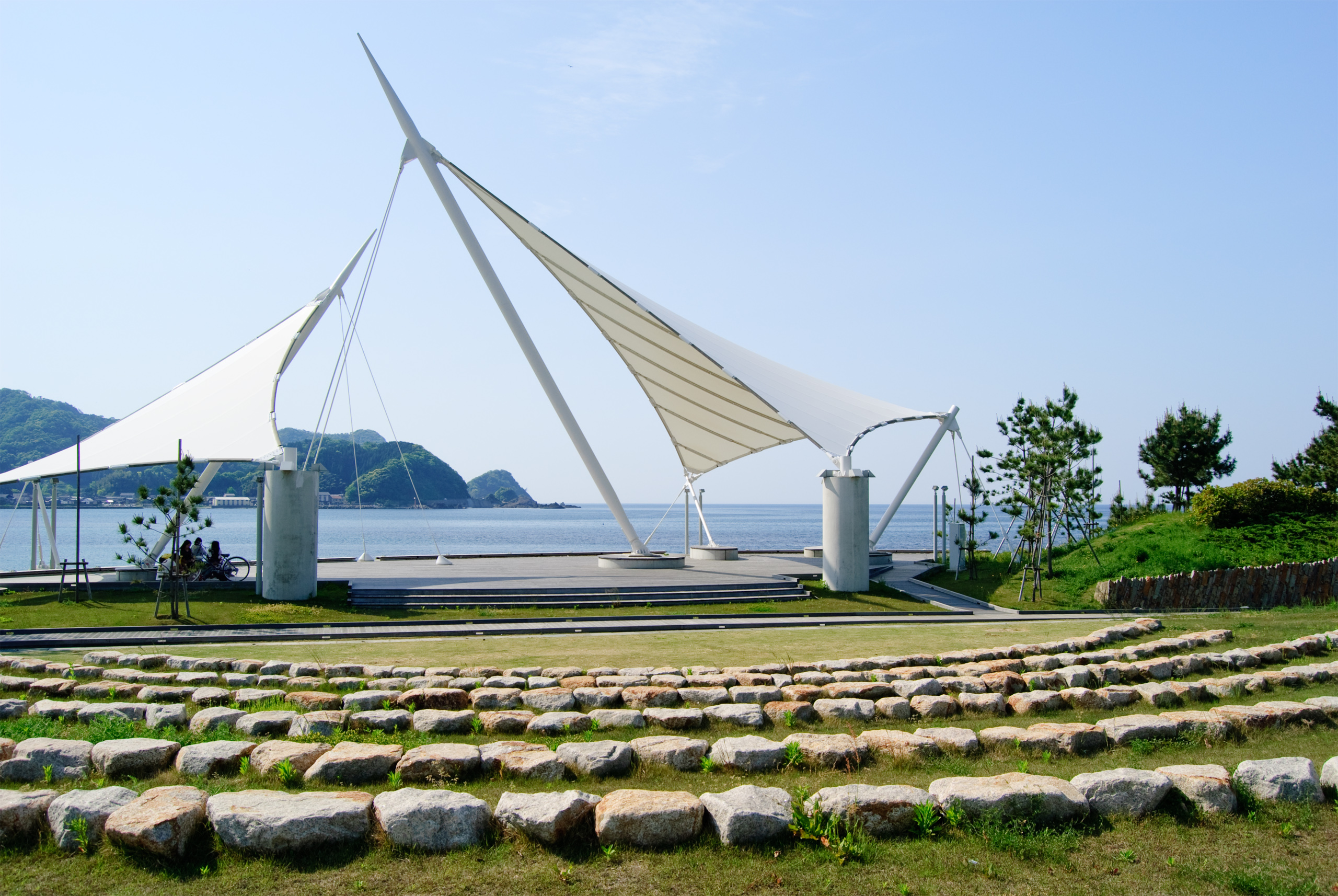
シンボルテントと観客席

しおかぜ香苑（しおかぜこうえん）は兵庫県美方郡香美町にある日本海に面した海浜公園、海水浴場、スポーツ施設。

## 概要
山陰海岸国立公園に属する国の名勝 香住海岸のほぼ中央に位置する日本海に面した海浜公園である。香住漁港・西港と矢田川河口に隣接している。海岸部を埋め立てた造成地となっており、シンボルテントと観客席、こども広場などの交流施設をはじめ、8000平方メートルの多目的広場（芝生）、ボードウォーク、松林、階段式護岸、香住浜海水浴場などが整備されており、町民の憩いの場となっている。
1991年より計画策定委員会を設立し、漁港と地域、都市地域の人々との交流の場づくりをめざした「香住海岸ルネッサンス計画」として兵庫県及び香美町と地域住民の連携のもと事業が進められた。2006年に愛称を募集したところ53点の応募作品が集まり、うち3点が入賞し、最優秀賞に選ばれた「しおかぜ香苑」に決定した。
同年に旧香住町商工会の有志により東屋が完成、2007年には28団体から構成される香住建築協同組合の有志により、ヒノキの間伐材を使用した滑り台が設置された。滑り台周辺にはコウライシバが植えられ、同年5月より利用可能となった。2008年7月の香住ふるさとまつりに併せ、オープニングイベントを実施し開設した。
例年7月第4土・日曜日に香住港を中心として開催される「香住ふるさとまつり」の会場となっており、初日の海上花火大会には多くの花火客が訪れる。

## 施設
- 多目的広場
  - グラウンドゴルフ、サッカー
- 交流広場
  - こども広場
  - 滑り台
  - あずまや
- シンボルテント
  - 観客席
- ボードウォーク
- 香住浜海水浴場
- 公衆トイレ
- 駐車場

## 所在地・交通アクセス
- 兵庫県美方郡香美町香住区香住

## 周辺施設
- 香住漁港
- 第八管区海上保安本部 香住海上保安署
- 兵庫県但馬栽培漁業センター
- 香住B&G海洋センター
- 美方広域消防署 香住分署
- 香美町海の文化館
- かすみ朝市センター
- 遊覧船かすみ丸
- 岡見公園 - 香美町立香住天文館、海防艦戦没者慰霊碑、岡見亭、八坂神社
- JR西日本 山陰本線 香住駅